# Liolaemus nitidus
Espèce
Synonymes
- Tropidurus nitidus Wiegmann, 1834
- Liolaemus lineatus Gravenhorst, 1838
- Liolaemus marmoratus Gravenhorst, 1838
- Liolaemus unicolor Gravenhorst, 1838

Statut de conservation UICN

 LC  : Préoccupation mineure
Liolaemus nitidus est une espèce de sauriens de la famille des Liolaemidae.

## Répartition
Cette espèce est endémique de la région d'Atacama au Chili.

## Description

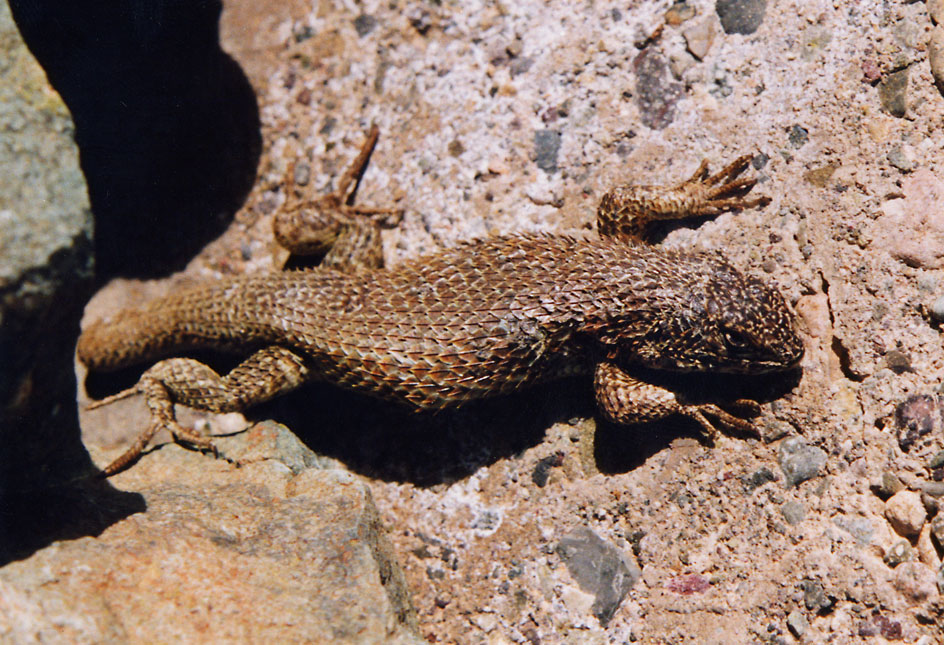

C'est un saurien ovipare.

## Publication originale
- Wiegmann, 1835 "1834" : Beiträge zur Zoologie gesammelt auf einer Reise um die Erde. Siebente Abhandlung. Amphibien. Nova Acta Physico-Medica, Academiae Caesarae Leopoldino-Carolinae, Halle, vol. 17, p. 185-268 (texte intégral).